# 奇特碘泡虫
奇特碘泡虫（学名：Myxobolus egregius）为碘泡科碘泡虫属的动物。在中国，分布于广东、湖北、四川、浙江、云南、江西等，营寄生生活，寄生在鲫的鳃、肾、脾、膀胱、胆囊、肠。